# Gin Tama
Gin Tama (japanski kanji): 銀 魂 (hiragana: ぎん たま) hepburn: gintama, u slobodnom prijevodu: "Srebrna duša") je japanski crtani serijal u stilu mange i animea koji je napisao i ilustrirao Hideaki Sorachi. Serijal je počeo izlaziti 8. prosinca 2003. godine u časopisu Weekly Shōnen Jump. Radnja je smještena u japanski grad Edo koji su okupirali vanzemaljci (u serijalu nazivani AMANTO). Dolaskom izvanzemaljaca dolazi i najmodernija tehnologija, pa je glavni grad mješavina suvremenog metropolisa (s modernim tornjem i svemirskom stanicom u centru) i starog Japana iz vremena šogunata koji i dalje vlada državom. Likovi obično nose tradicionalnu odjeću s mačevima za pojasom, ali u svom svijetu imaju najmodernije uređaje poput televizora, računala, motornih vozila koji im olakšavaju svakodnevnicu. Serijal je duhovitog karaktera, često okrenut parodiji na moderan život, aktualne događaje i druge manga serijale, ali posjeduje i ozbiljne elemente poput odnosa glavnih junaka s promjenama u društvu, pobune protiv nepravde i borbe protiv korupcije.